# Tim D. White
Tim White (24 de Agosto de 1950 em Los Angeles, California) é um paleoantropólogo norte-americano e Professor de Biologia Integrada na Universidade de Berkeley. Ele é mais conhecido por liderar a equipe que descobriu Ardi, o espécime tipo de Ardipithecus ramidus, um provável ancestral humano de 4,4 milhões de anos. Antes dessa descoberta, seu início de carreira foi notável por seu trabalho relacionado ao fóssil Lucy, juntamente com o descobridor Donald Johanson.

## Colaborações
White conseguiu um emprego na Universidade da Califórnia, Berkeley em 1977 e colaborou com J. Desmond Clark e F. Clark Howell. Em 1994, White descobriu Ardipithecus ramidus, de 4,4 milhões de anos, um provável ancestral humano de uma época que antes era vazia de evidências fósseis. Perto do rio Awash, na Etiópia, ele encontrou um esqueleto feminino fossilizado quase completo, chamado "Ardi". Ele levou quase 15 anos para preparar a publicação da descrição.
Em 1996, White, juntamente com o paleontólogo Berhane Asfaw, descobriu fósseis de uma espécie de 2,5 milhões de anos BOU-VP-12/130 Australopithecus garhi, que se acredita ser anterior ao uso e fabricação de ferramentas de H. habilis em 100 000 a 600 000 anos.

## Publicações selecionadas
- Haile-Selassie, Y.; Suwa, G.; White, T.D. (2004). «Late Miocene Teeth from Middle Awash, Ethiopia, and Early Hominid Dental Evolution». Science. 303 (5663): 1503–1505. Bibcode:2004Sci...303.1503H. PMID 15001775. doi:10.1126/science.1092978
- White, T.D.; Asfaw, B.; DeGusta, D.; Gilbert, H.; Richards, G.D.; Suwa, G.; Howell, F.C. (2003). «Pleistocene Homo sapiens from Middle Awash, Ethiopia». Nature. 423 (6941): 742–747. Bibcode:2003Natur.423..742W. PMID 12802332. doi:10.1038/nature01669
- White, T.D. (2003). «Early hominids—Diversity or distortion». Science. 299 (5615): 1994–1996. PMID 12663903. doi:10.1126/science.1078294
- Lovejoy, C.O.; Meindl, R.S.; Ohman, J.C.; Heiple, K.G.; White, T.D. (2002). «The Maka femur and its bearing on the antiquity of human walking: Applying contemporary concepts of morphogenesis to the human fossil record». American Journal of Physical Anthropology. 119 (2): 97–133. PMID 12237933. doi:10.1002/ajpa.10111
- Asfaw, B.; Gilbert, W.H.; Beyene, Y.; Hart, W.K.; Renne, P.R.; WoldeGabriel, G.; Vrba, E.S.; White, T.D. (2002). «Remains of Homo erectus from Bouri, Middle Awash, Ethiopia». Nature. 416 (6878): 317–320. Bibcode:2002Natur.416..317A. PMID 11907576. doi:10.1038/416317a
- WoldeGabriel, G.; Haile-Selassie, Y.; Renne, P.R.; Hart, W.K.; Ambrose, S.H.; Asfaw, B.; Heiken, G.; White, T.D. (2001). «Geology and palaeontology of the Late Miocene Middle Awash valley, Afar rift, Ethiopia». Nature. 412 (6843): 175–178. Bibcode:2001Natur.412..175W. PMID 11449271. doi:10.1038/35084058
- White, T.D. (2000). «A view on the science: Physical anthropology at the millennium». American Journal of Physical Anthropology. 113 (3): 287–292. PMID 11042532. doi:10.1002/1096-8644(200011)113:3<287::AID-AJPA1>3.0.CO;2-8
- Defleur, A.; White, T.D.; Valensi, P.; Slimak, L.; Crégut-Bonnoure, E (1999). «Neanderthal cannibalism at Moula-Guercy, Ard?che, France». Science. 286 (5437): 128–131. PMID 10506562. doi:10.1126/science.286.5437.128
- Asfaw, B.; White, T.D.; Lovejoy, C.O.; Latimer, B.; Simpson, S.; Suwa, G. (1999). «Australopithecus garhi: A new species of early hominid from Ethiopia». Science. 284 (5414): 629–635. Bibcode:1999Sci...284..629A. PMID 10213683. doi:10.1126/science.284.5414.629